# St Margaret's at Cliffe

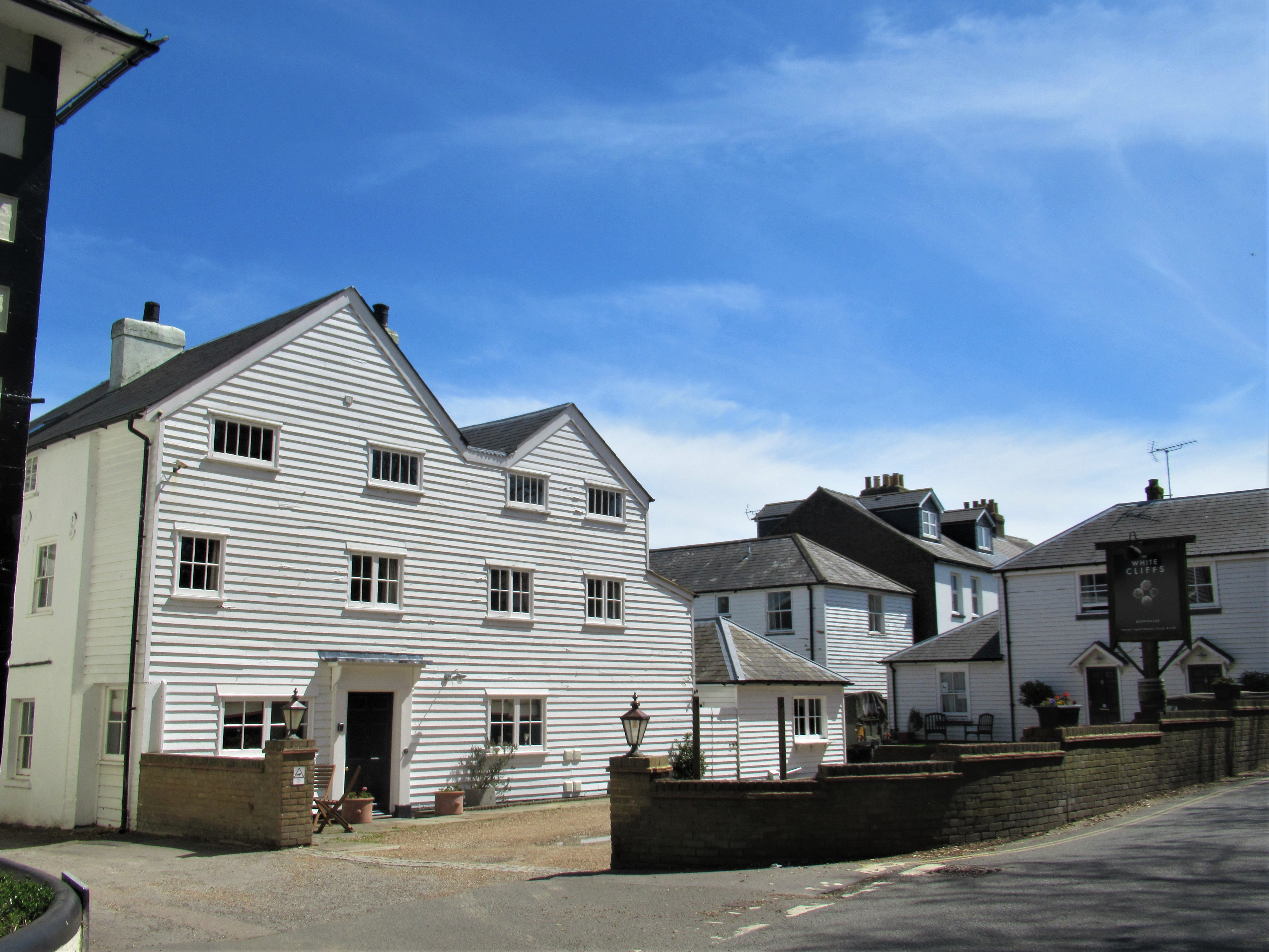
"The White Cliffs", strutture ricettive a Margaret's at Cliffe

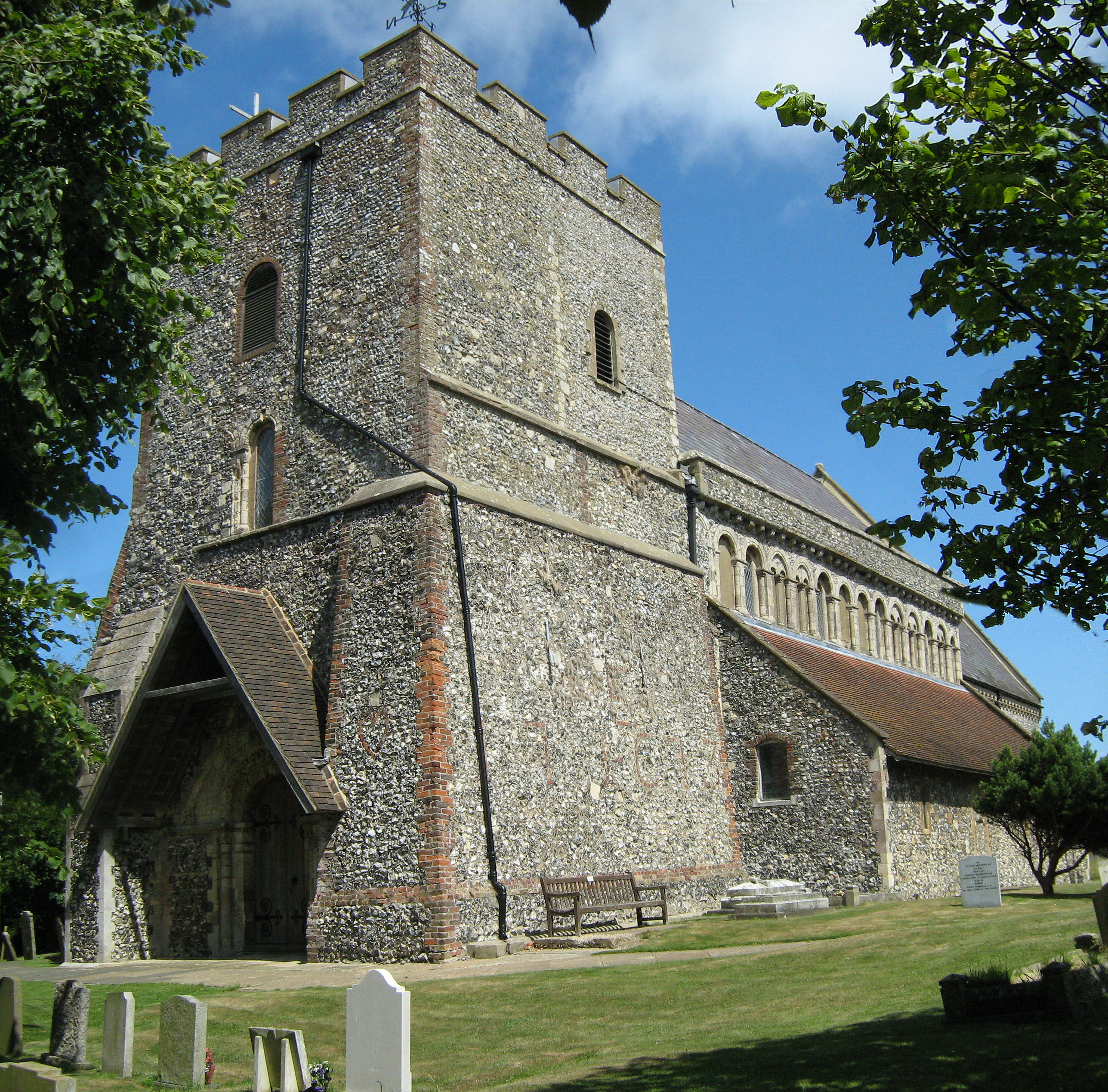
St Margaret's at Cliffe: la chiesa di Santa Margherita

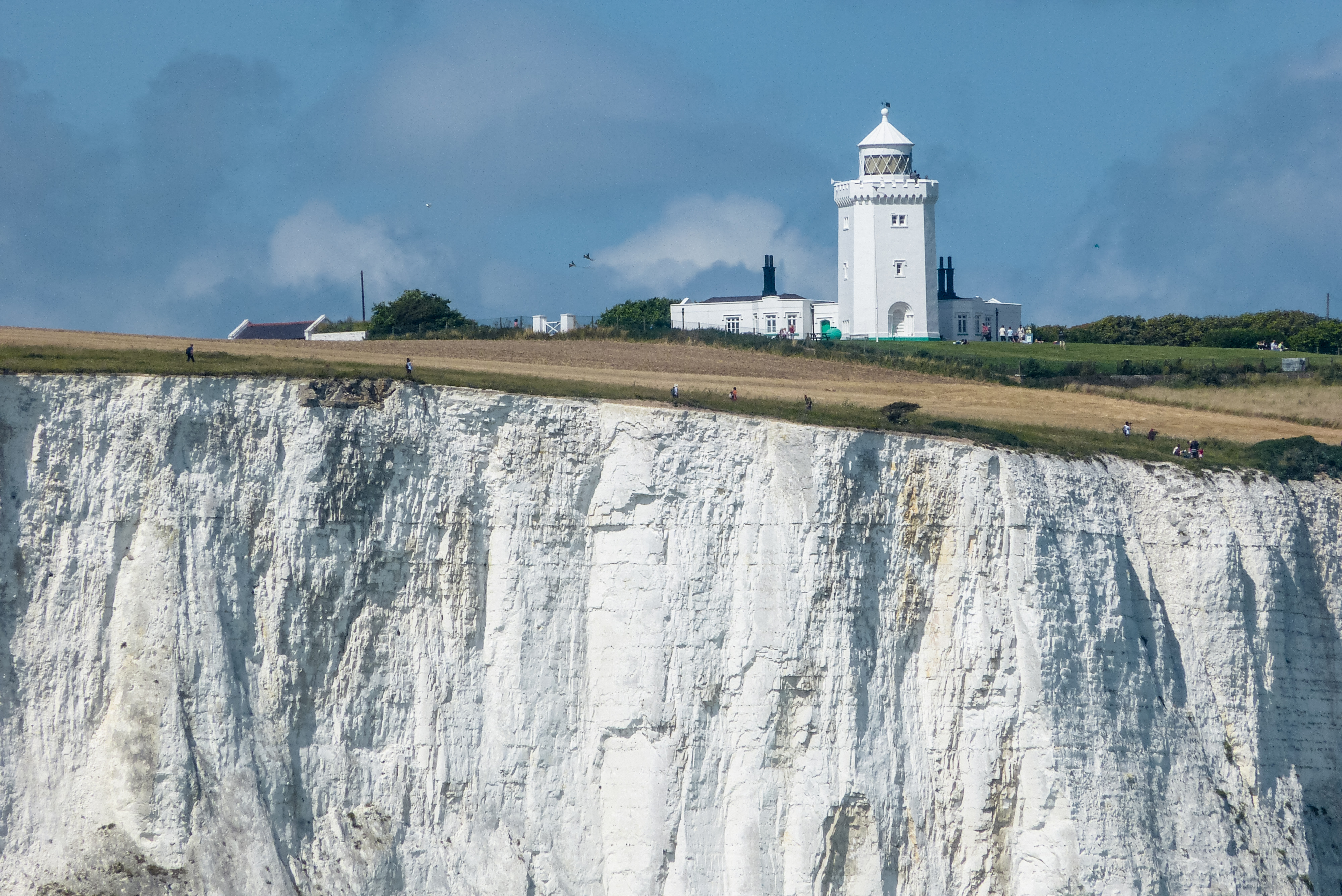
Uno dei due fari di South Foreland, nei dintorni di St Margaret's at Cliffe

St Margaret's at Cliffe è un villaggio con status di parrocchia civile della costa sud-orientale dell'Inghilterra, facente parte della contea del Kent e affacciato sulla baia di St Margaret's (St Margaret's Bay), nel canale della Manica. La parrocchia civile conta una popolazione di circa 2 500 abitanti.

## Geografia fisica

### Territorio
St Margaret's at Cliffe si trova lungo la costa sud-orientale del Kent, tra le località di Dover e Kingsdown (rispettivamente a est/nord-est della prima e a sud/sud-ovest della seconda), a est di Whitfield e Guston.

## Storia
La località venne menzionata per la prima volta nel 1086 come Sancta Margharita nel Domesday Book.
Fino al XIX secolo, St Margaret's at Cliff era un piccolo villaggio rurale: gli abitanti erano dediti principalmente alla pesca e al contrabbando.
Sempre nel corso del XIX secolo, segnatamente nel 1847, venne realizzata la prima scuola per l'infanzia del villaggio.
La località iniziò in seguito a svilupparsi come centro turistico a partire dagli anni ottanta del XIX secolo, quando il conte di Granville fece costruire un albergo in loco, The Granville Hotel.
Agli inizi del primo decennio del XX secolo, la località iniziò ad attrarre celebrità, quali gli scrittori Max Beerbohm e Marie Corelli, che soggiornarono presso il Granville Hotel, e l'attore George Arliss, che prese in affitto assieme alla moglie Florence un cottage in loco. In seguito, sempre nel corso del XX secolo, soggiornarono a St Margaret's at Cliff Ian Fleming, Katharine Hepburn, Daphne du Maurier, John Mills, Spencer Tracy e Peter Ustinov.

## Monumenti e luoghi d'interesse

### Architetture religiose

#### Chiesa di Santa Margherita di Antiochia
Principale edificio religioso di St Margaret's at Cliff è la chiesa intitolata a Santa Margherita di Antiochia, un edificio in stile normanno, eretto nel 1150 sulle fondamenta di un edificio preesistente e al quale fu aggiunto un campanile alla fine del XII secolo.

### Architetture civili

#### Fari di South Foreland
Nei pressi di St Margaret's Cliff si trovano inotltre i due fari di South Foreland, il South Foreland Low e il South Foreland High, situati nella scogliera di South Foreland, risalenti rispettivamente al 1793 e al 1843.

## Società

### Evoluzione demografica
Nel 2019, la popolazione della parrocchia civile di St Margaret's at Cliffe era stimata in 2 518 abitanti, in maggioranza (50,8%) di sesso femminile.
La popolazione al di sotto dei 18 anni era stimata in 394 unità (di cui 204 erano i bambini al di sotto dei 10 anni), mentre la popolazione dai 65 anni in su era stimata in 921 unità  (di cui 214 erano le persone dagli 80 anni in su).
La parrocchia civile ha conosciuto un incremento demografico rispetto al 2011, quando la popolazione censita era pari a 2 499 unità, e al 2001, quando la popolazione censita era pari a 2 378 unità.